# Erioptera nielseni
Erioptera nielseni là một loài ruồi trong họ Limoniidae. Chúng phân bố ở miền Cổ bắc.